# Harald Cuypers
Harald Cuypers ist ein ehemaliger deutscher Kanusportler.

## Leben und sportliche Laufbahn
Harald Cuypers' Disziplin im Kanusport war der Einer-Kanadier, mit dem er zunächst bei nationalen Slalom-Wettbewerben startete. Der aus Krefeld-Uerdingen stammende Kanute wurde 1965 im Einer Kanu-Slalom Deutscher Meister.
Schon bald wurde er im Rahmen der internationalen Kanuwettbewerbe in der deutschen Nationalmannschaft eingesetzt. Bei der Kanuweltmeisterschaft 1967 errang er mit dem deutschen Team (Cuypers mit Wolfgang Peters und Reinhold Kauder) eine Bronzemedaille. Bei den Weltmeisterschaften 1967 in Lipno gewann er im C 1-Team zusammen mit Wolfgang Peters und Otto Stumpf die Bronzemedaille. Bei den Weltmeisterschaften 1971 in Meran konnte er zusammen mit Wolfgang Peters und Reinhold Kauder die Silbermedaille erringen. Höhepunkt seiner sportlichen Erfolge war jedoch der Gewinn der Goldmedaille bei den Weltmeisterschaften 1969, als er mit dem C 1-Team als Erster ins Ziel kam.
Am 16. Juni 1970 wurde ihm das Silberne Lorbeerblatt verliehen.